# Орден Хрестоносців (пластовий курінь)
«Орден Хрестоносців» (англ. «Order of the Crusaders») — організаційна одиниця Пласту — Національної Скаутської Організації України. Він є 5-им куренем Уладу Старших Пластунів (УСП) і 20-им куренем Уладу Пластунів Сеніорів (УПС). Разом ці два курені утворюють 5-й курінь УСП та 20-й курінь УПС «Орден Хрестоносців» імені Митрополита Андрея Шептицького.

## Історія

Перші члени Великої української стежі

Орден був заснований шістнадцятьма пластунами у березні 1946 року. Ці пластуни переживши Другу Світову Війну, переїхали з території Західної України в Європу. Більшість з них мали 18-20 років, і були вступниками університетів і семінарій.
Вже у 1948 році членами Ордену були пластуни з США, Канади, Франції і Бельгії, а згодом — Аргентини, Австралії і Португалії.
У 2002 році, з утворенням Великої Української стежі, починається період діяльності куреня в Україні.
На сьогодні в курені нараховується близько 60 членів, більшість з яких зосереджена в США та Україні.

## Структура і організація

Кожен курінь має власний провід, який складають: Майстер (курінний), Скріптор (писар) і Трезорій (скарбник). Існують також додаткові діловодства, такі як: Юдекс (суддя) і Прокуратор (постачальник, відповідальний за залучення новонавернених).
Загальний провід Ордену формують: Великий Майстер (Гросмейстер), Великий Скріптор (Великий писар), Великий Трезорій (Великий скарбник). Існують і інші діловодства: Геральдист (Вісник або Архіваріус) і Церемоніалмейстер (церемоніймейстер і хранитель традицій).
Теперішній Великий Майстер Ордену — пл. сен. довір'я Олесь Лабунька, відомий як Лицар Амадеюс.

Хрестоносці на Великій Раді у Львові. 2010 р. Б.

Протягом всього року діяльність членів куреня проводиться як індивідуально, так і через місцеві відділення — стежі, які об'єднують членів обох куренів. Є (або були) стежі в Чикаго, Буффало, Нью-Йорку, Джерсі Сіті, Нью-Джерсі, Філадельфії, Україні та ін.
Раз на два роки, обидва курені Ордену зустрічаються на Великій Раді і обирають новий провід кожного куреня і Ордену загалом. Перші Ради відбулися в Траунштайні, Німеччина. Зі зростанням Ордену в Сполучених Штатах, більшість Великих Рад були проведені в різних американських і канадських містах (включаючи Східний Чатгем, Нью-Йорк, Парму, Чикаго, Буффало, Фокс-Чейз). У XXI столітті, з утворенням стежі Ордену в Україні, Рада може відкриватись в одному місті, а потім закінчуватись в іншому.
У проміжні роки, кожен курінь в Ордені проводить Малі Ради. Сьогодні, коли старшопластунів більше, ніж сеньйорів, то у Малу Раду часто входять члени обох куренів.
В додачу до офіційних Рад та місцевих діяльностей в стежах існують також неформальні за характером Рейди, які організовуються по всьому світі.

## Назовництво і ступені
В Ордені існує три основні рівні членства:
Кандидати або Дамські Кавалери є кандидатами на вступ, і на момент подачі заяви на членство, мають право носити відзнаку, що складається з білого хреста на чорному щиті.
Аспіранти або Зброєносці — це перевірені куренем члени, які довгий час з ним пов'язані, щоб бути зануреними у традиції Ордену, довівши свою хоробрість через серію таємних випробувань, і одержують майже всі привілеї членства. Вони носять відзнаку, яка є складовою повної емблеми куреня, і містить, в тому числі, щит, меч і глобус.
Лицарі є повноправними членами Ордену, що довели свою корисність вчинками і працею протягом як мінімум 2 років перебування в Аспірантах. Їм надається лицарське звання на церемонії, під назвою пасування і одержується лицарське ймення — псевдо. Надалі вони відомі всім членам Ордену, як «Лицар … .» Всі Лицарі володіють однаковими привілеями, але історичні традиції старшинства поділяють їх на Старших Лицарів (сеньйорів) і Молодших Лицарів (старші пластуни).
На офіційних зустрічах, всі члени вирівнюються по ступеню, а в рамках ступеня, в порядку надання їм лицарського звання або вступу в Орден.

## Традиції
Орден багатий традиціями та церемоніями. Багато традицій це — таємні ритуали, зокрема таємнича канапа і духовне пасування, і загадкові клейноди, в секрети яких посвячені лише члени Ордену.

## Марш
«Марш Хрестоносців» співається членами Ордену на всіх офіційних зборах.
Орден Хрестоносців назустріч світанню,

Сміливо рушає вперед до мети.

Знам'я пластовеє, підняте на грані,

Нової Доби наш символ святий!
Ми славу предківську відродим в ордені,

Бо лицарів славних клекоче в нас кров.

Полум'яне слово і серце вогненне

В сім'ю українську внесемо ми знов.
Ми вірні кличеві «Бог і Україна!»

За віру, за волю готові вмирать!

Під знаком Хреста, з мечем до загину

Боротисьме сміло Хрестоноська рать!

## Гасло
Девізом Ордену є: «З Хрестом і Мечем! За Україну!».

## Символіка
Щит Ордену Хрестоносців із зображенням лицаря з мечем і щитом, що нагадує щит лицарів-госпітальєрів.
На більшості заходів Ордену ключовими церемоніальними атрибутами є: прапор (штандарт), а також меч разом з чотирма клейнодами, які символізують пластове гасло «СКОБ».

## Основні принципи
П'ять основних принципів Ордену є:
- Християнський світогляд
- Активний патріотизм
- Приєднання до пластових цінностей та лицарського духу
- Особисте духовне збагачення
- Активна участь в духовній активізації світу

## Покровитель
Патроном Куреня є Митрополит Андрей Шептицький.

## Видатні члени
Серед членів Ордену є багато відомих громадських та культурних діячів, військових, політиків, науковців, економістів та ін. Серед найвідоміших варто згадати офіцера військово-морських сил США Степана Шишку, ректора Українського Католицького Університету, доктора славістики і візантиністики Гарвардського університету о. Бориса Ґудзяка, ректора Українського вільного університету в Мюнхені, доктора історичних наук, професора, публіциста Мирослава Лабуньку, професора політології Університету Лойоли в Чикаго, редактора Енциклопедії Української Діаспори, дослідника історії Закарпаття, голову Історично-Філософічної секції НТШ Василя Маркуся, релігійного та громадського діяча, священика УГКЦ о. Михайла Димида та ін.

## Діяльність
- виховницька та інструкторська діяльність в УПН та УПЮ;
- релігійне виховання;
- організація зимових таборів, вишколів Рольового руху та Вишколів Вогняного Шоу;
- організація Табору Історичної Стилізації «Світанкові Віхи»;
- координування в Пласті «Референтури Рольового Руху»;
- адміністративна та проєктна робота на терені Західної та Центральної України.